# Чандра Мукхи
«Чандра Мукхи» (хинди चन्द्रमुखी, Candramukhī) — индийский фильм с элементами фэнтези, вышедший в прокат 22 октября 1993 года. Сюжет основан на американском фильме «Супердевушка» (1984). Главные роли исполнили Шридеви и Салман Хан.

## Сюжет
Принцесса Чандра Мукхи (Шридеви) живёт на другой планете. Она мечтает попасть на Землю и узнать людей. Однажды во время нападения магическая сила Чандра Мукхи, которая защищает её планету, падает на Землю. Принцесса следует за ней и до следующего полнолуния должна найти её. Иначе её планета и её семья погибнут. На Земле она знакомится с мальчиком Раджей, над которым издевается его дядя. Принцесса волшебством помогает Радже вырасти за одну ночь в прекрасного парня (Салман Хан), чтобы он мог защититься от обидчика. Молодые люди влюбляются друг в друга и вместе отправляются на поиски дедушки Раджи (Пран) и магической силы Чандра Мукхи. Их преследуют дядя Раджи, который готов убить племянника, чтобы завладеть его наследством, и злая колдунья Дхола, желающая с помощью магической силы Чандра Мукхи получить власть над её планетой.

## В ролях
- Шридеви — Чандрамукхи
- Салман Хан — Раджа Рай
- Пран — Рай, дедушка Раджа
- Гулшан Гровер — Мадан, дядя Раджа
- Мохниш Бехл — Тон
- Пунит Иссар — Zhola
- Тинну Ананд  — Сантала
- Куника — Лили
- Майя Алаг — мать Чандрамукхи
- Аша Сачдев — Камини Рай
- Тедж Сапру — Гхунга
- Шива Риндани — Боб
- Автар Гилл — Yakeemo
- Рана Джунг Бахадур — Вед
- Ким Яшпал — item-номер (не вошедший в финальную версию фильма)

## Саундтрек
| №  | Название                                                     | Singer(s)                                 | Длительность |
| -- | ------------------------------------------------------------ | ----------------------------------------- | ------------ |
| 1. | «Aa Paas Aa To Zara»                                         | С. П. Баласубраманьям, Кавита Кришнамурти | 5:02         |
| 2. | «Tune Pakdi Kalai»                                           | Рену Мукерджи                             | 4:03         |
| 3. | «Chha Raha Hai Pyaar Ka Nasha»                               | Кумар Сану, Алиша Чинай                   | 6:55         |
| 4. | «Maine Pilayee Ke Tune Pilayee»                              | С. П. Баласубраманьям                     | 4:17         |
| 5. | «Mere Honthon Pe Ek Kahani»                                  | Ананд Шривастав, Кавита Кришнамурти       | 8:39         |
| 6. | «Tere Dil Ki Baat Main Janoo»                                | Кумар Сану, Алка Ягник                    | 5:20         |
| 7. | «Teri Hi Aarzoo Hai»                                         | С. П. Баласубраманьям, Кавита Кришнамурти | 5:54         |
| 8. | «Ding dong bell Ding dong bell Apna hai Main» (Deleted song) |                                           |              |